# Spratly-Inseln
| \| \|                   |
| Lage der Spratly-Inseln |
|                         |

|  |

Die Spratly-Inseln sind eine Inselgruppe im Südchinesischen Meer.
Die über 100 weit verstreuten Riffe, Atolle und kleinen Inseln, deren größte Insel Taiping Dao eine Fläche von knapp 0,5 km² umfasst, sind zwischen sechs Staaten umstritten und ein politischer Unsicherheitsfaktor für Südostasien. Die Republik China, Vietnam und die Volksrepublik China erheben jeweils Anspruch auf die gesamte Inselgruppe, während Brunei, Malaysia und die Philippinen jeweils einen Teil der Inseln für sich beanspruchen. Alle diese Staaten mit Ausnahme Bruneis halten einige der Inseln besetzt, auf über 40 der ansonsten unbewohnten Inseln gibt es Militärgarnisonen.
Das Interesse an den Spratly-Inseln erklärt sich zum einen aus ihrer strategischen Lage an einer der weltweit wichtigsten Schifffahrtsrouten. Außerdem werden hier einige größere Erdöl- und Erdgasvorkommen vermutet.

## Geographie
Die Inselgruppe erstreckt sich von WSW nach ONO über rund 1000 km. Die nächstgelegenen Inseln sind von Vietnam im Nordwesten ungefähr 420 km entfernt, von Malaysia (Provinz Sarawak) im Südosten 160 km, von den Philippinen im Südosten (Insel Palawan) 80 km, von der Volksrepublik China (Insel Hainan) im Norden 900 km und von der Republik China (Taiwan) im Nordosten über 1300 km.
Es herrscht tropisches Klima, die Inseln sind flach, die höchste Erhebung findet sich mit 4 m auf Southwest Cay.
Die im Süden gelegenen Luconia-Riffe, südwestlich des Lousia-Riffs gelegen, werden manchmal zu den Spratly-Inseln gezählt.

## Geschichte
Sowohl Vietnam als auch China weisen auf ihre archäologischen Funde auf der Inselgruppe hin. Die erste Nutzung ist noch umstritten.
Der Name Spratly-Inseln geht zurück auf Richard Spratly, einen britischen Kapitän, der 1843 eine der Inseln sichtete. 1864 wurden einige Spratly-Inseln von einem britischen Kriegsschiff als britisches Territorium erfasst. Dadurch erheben auch die ehemaligen Kolonien Malaysia und Brunei Ansprüche auf einige südlich gelegene Inseln.
Von 1933 bis 1955 reklamierte Frankreich die Inseln als Teil seiner Indochina-Kolonien.
Vor Ausbruch des Zweiten Weltkriegs besetzte die japanische Marine im April 1939 die Inseln und baute auf der größten Insel Taiping Dao einen U-Boot-Stützpunkt. Nach der Kapitulation Japans 1945 musste das Land im Friedensvertrag von San Francisco 1951 auf die Spratly-Inseln verzichten. Frankreich als Kolonialmacht in Indochina wäre wieder der Besitzer der Inseln geworden. Im Zuge der Niederlage der Kuomintang unter Chiang Kai-shek auf dem chinesischen Festland und des Rückzugs nach Taiwan wurden allerdings auch einige Spratly-Inseln besetzt, darunter Taiping Dao. Sie steht bis heute unter der Kontrolle der Republik China. Im Gegenzug erhob die Volksrepublik China 1951 den Anspruch auf die Inseln. Nach der Niederlage der Franzosen im Indochinakrieg verzichtete Frankreich auf die Inseln. Sowohl Nord- als auch Südvietnam erhoben Ansprüche, besetzten aber keine der Inseln.
1968 beanspruchte ein philippinischer Geschäftsmann einige Inseln als Privateigentum, was eine militärische Besetzung von acht Inseln durch philippinische Truppen zur Folge hatte.
Während des Vietnamkriegs wurden sämtliche Inseln 1973 durch ein Regierungsdekret der südvietnamesischen Provinz Phước Tuy mit Sitz in Vũng Tàu zugeschrieben. 1974 wurden auch einige Inseln durch südvietnamesische Truppen besetzt, wodurch es zu einer diplomatischen Krise mit der Volksrepublik China kam. Nach der Wiedervereinigung Vietnams 1976 bestätigte das sozialistische Vietnam die Ansprüche auf die Inselgruppe.
1978 erklärte die philippinische Regierung unter Präsident Ferdinand Marcos etwa 60 Prozent der westlich von Palawan gelegenen Inseln zu philippinischem Hoheitsgebiet.
Ab 1980 entschied sich die Führung der Volksrepublik China zur direkten Besetzung einiger Spratly-Inseln. Dafür stellte die Volksbefreiungsarmee eigens ein amphibisches Marinekorps auf und führte verstärkt Seemanöver durch. Den Einfluss in der Region steigerte die VR China auch durch den Auftrag der UNESCO, in dieser Inselregion Meeresforschung zu betreiben.
Die Präsenz der chinesischen Marine auch in der Nähe der von Vietnam beanspruchten Inseln führte zu ernsthaften Auseinandersetzungen zwischen beiden Ländern. Bei einem Seegefecht nahe dem Johnson Reef versenkte die chinesische Marine 1988 zwei vietnamesische bewaffnete Transportschiffe und beschädigte ein Landungsboot so schwer, dass es auf Guihan Jiao zurückgelassen werden musste. Die vietnamesische Marine hatte 64 Gefallene und neun verletzte Soldaten zu beklagen, die chinesische Marine sechs Tote und 18 Verwundete. Die chinesische Marine besetzte mit Militäreinheiten teilweise dauerhaft sieben Spratly-Inseln. Die vietnamesischen Inseln in der unmittelbaren Nähe sollten auch durch die chinesische Marine blockiert werden, was aber nicht dauerhaft erfolgreich blieb.
1990 besetzten die malaysischen Streitkräfte drei südlich gelegene Inseln.
Von 1995 an erweiterte die Volksrepublik China ihre Ansprüche auf das von den Philippinen beanspruchte Mischief-Riff. Aus chinesischer Sicht ist die gesamte Inselgruppe Teil der Provinz Hainan. Nach US-Angaben sollen bis zu 1000 Soldaten der Volksbefreiungsarmee auf einigen der zehn von China besetzten Inseln stationiert sein. Mit Ausbruch der Finanz- und Wirtschaftskrise im Sommer 1997 machte sich China die geschwächten Positionen der ASEAN-Staaten zunutze, indem es erneut versuchte, unterhalb der Schwelle des offenen Ausbruchs eines militärischen Konflikts Schritt für Schritt vollendete Tatsachen zu schaffen.
2002 wurden Verhaltensregeln für eine freie Schifffahrt vereinbart.
Seit 2014 schüttete China an verschiedenen Riffen Sand auf, erbaute eine 3000 m lange Landebahn und andere Einrichtungen. Diese künstlichen Inselerweiterungen könnten Teil einer chinesischen Strategie sein, die der amerikanische Admiral Harry B. Harris als „neue chinesische Sandmauer“ bezeichnete. Auf dem Fiery-Cross-Reef (Yongshu Jiao) entstand ein Militärstützpunkt. Die Baumaßnahmen wurden im April 2015 auf Satellitenaufnahmen als Landebahn mit 505 m × 53 m Ausdehnung und Entwicklungspotential auf 3000 m Länge und einer parallel liegenden Abstellfläche für Flugzeuge interpretiert.
China nahm im Oktober 2015 zwei Leuchttürme auf den umstrittenen Inseln im Südchinesischen Meer in Betrieb und beabsichtigt wohl den Bau weiterer. Nachdem ein US-Militärschiff die Gewässer um eine der von der Volksrepublik China besetzten Inseln befuhr, die von den anderen Anrainerstaaten jedoch nicht als chinesisch anerkannt wird, warnte der Chef der chinesischen Marine, Admiral Wu Shengli, die USA per Videokonferenz mit seinem US-Kollegen Admiral John Richardson vor dem Ausführen „weiterer Provokationen“, da bereits „ein kleiner Vorfall zum Krieg führen könnte“. Laut Vizeaußenminister Liu Zhenmin will die Volksrepublik China nicht an einem Schiedsverfahren teilnehmen, das die Philippinen vor dem Internationalen Gerichtshof in Den Haag eingeleitet hatte.
Im April 2018 stationierte China auf drei Inseln Raketen und Marschflugkörper der Typen YJ-12B und HQ-9. Die Pressesprecherin des Weißen Hauses drohte China danach mit kurzfristigen und langfristigen Konsequenzen.
Am 18. November 2021 hat die chinesische Küstenwache Wasserwerfer gegen philippinische Boote mit einer Nachschub-Lieferung für philippinische Soldaten auf einem Atoll, das sowohl von den Philippinen als auch von China beansprucht wird, eingesetzt. Die Boote mit dem Nachschub kehrten daraufhin um.

## Kontrolle und Ansprüche
Die meisten Inseln haben lediglich Größen von wenigen Hektar und sind nur per Hubschrauber oder kleinen Booten zu versorgen.

### Vietnam

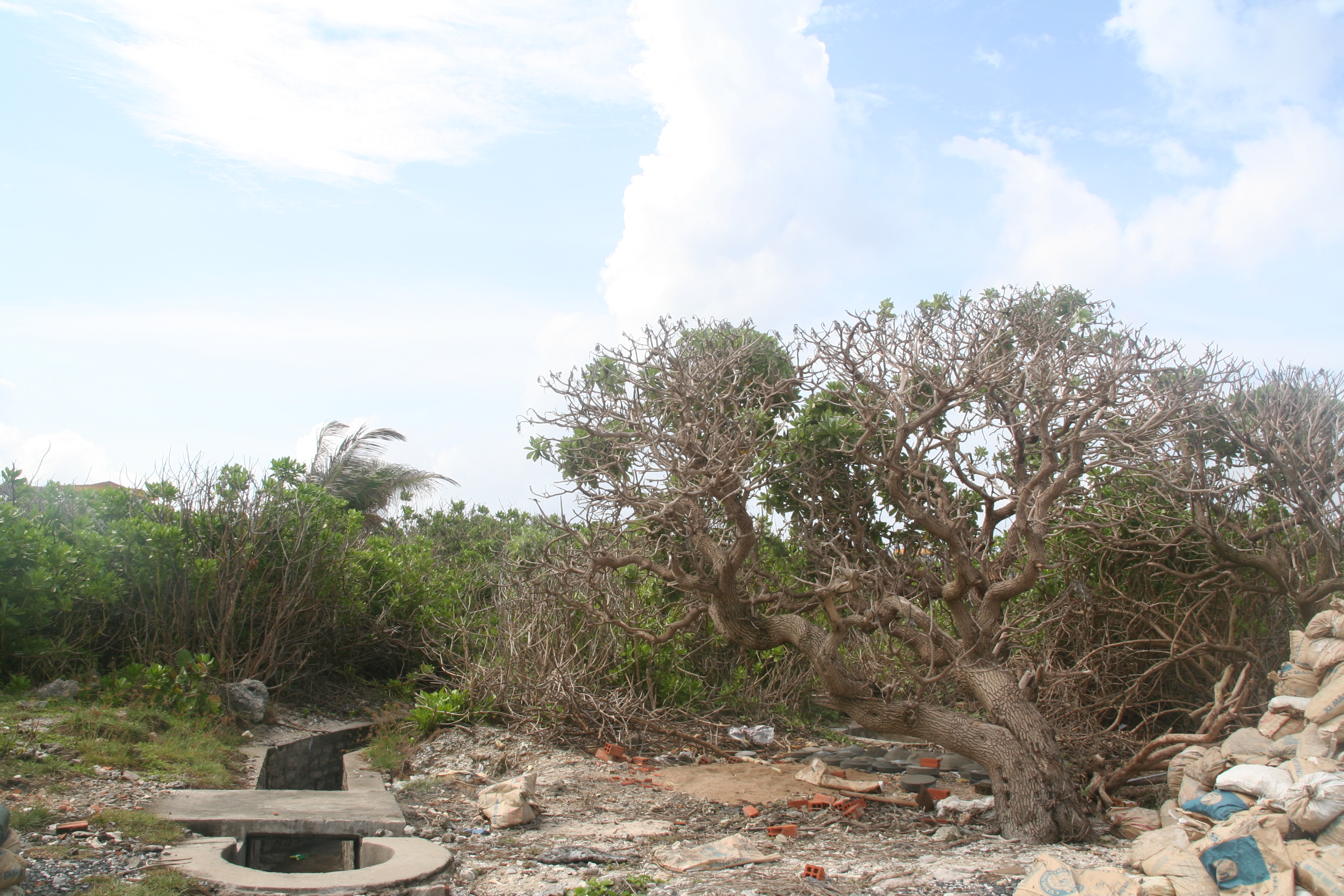
Samtblatt-Gewächs auf der Insel Trường Sa

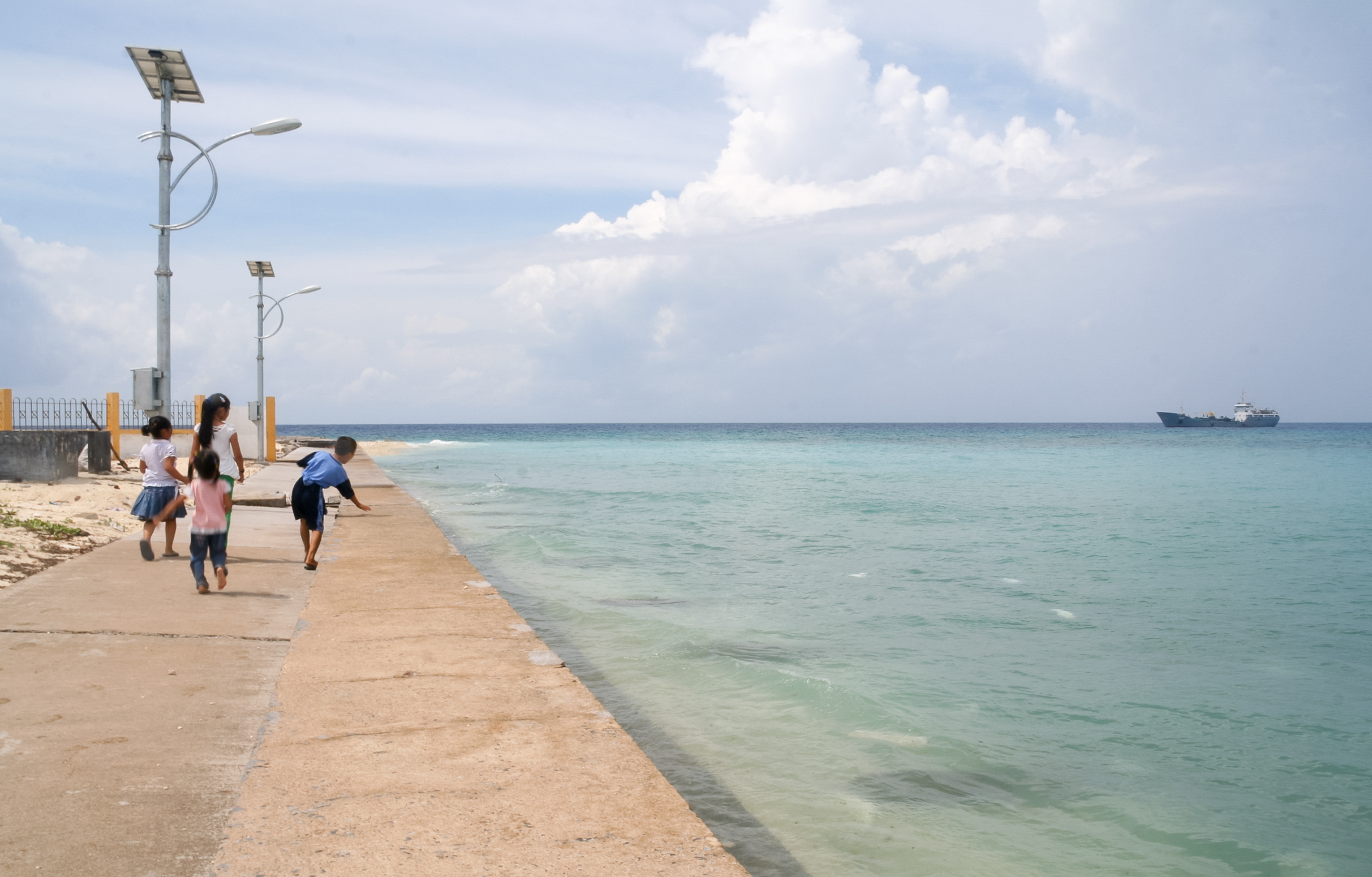
Trường Sa

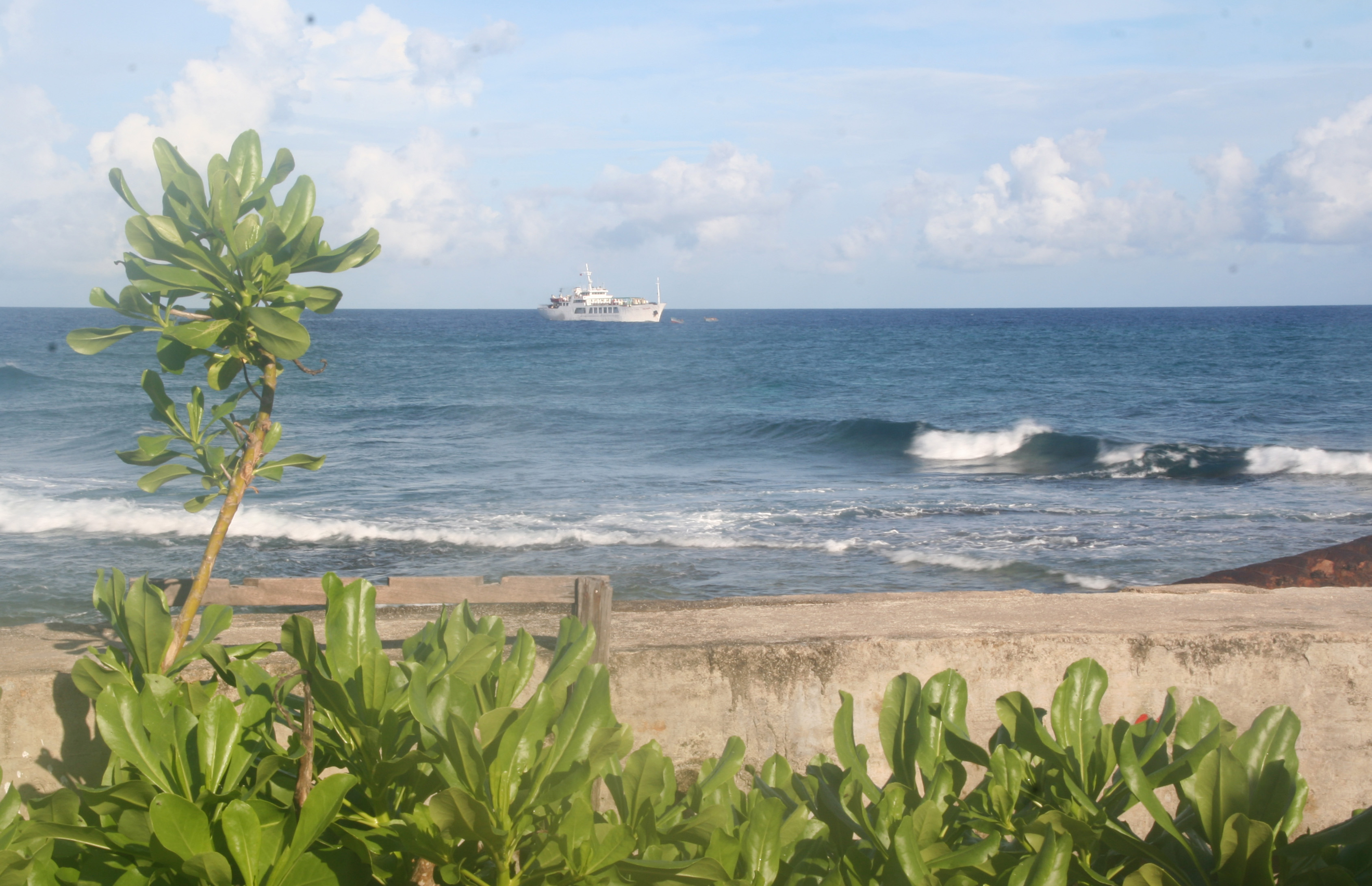
Blick von Đảo An Bang (Amboyna Cay)

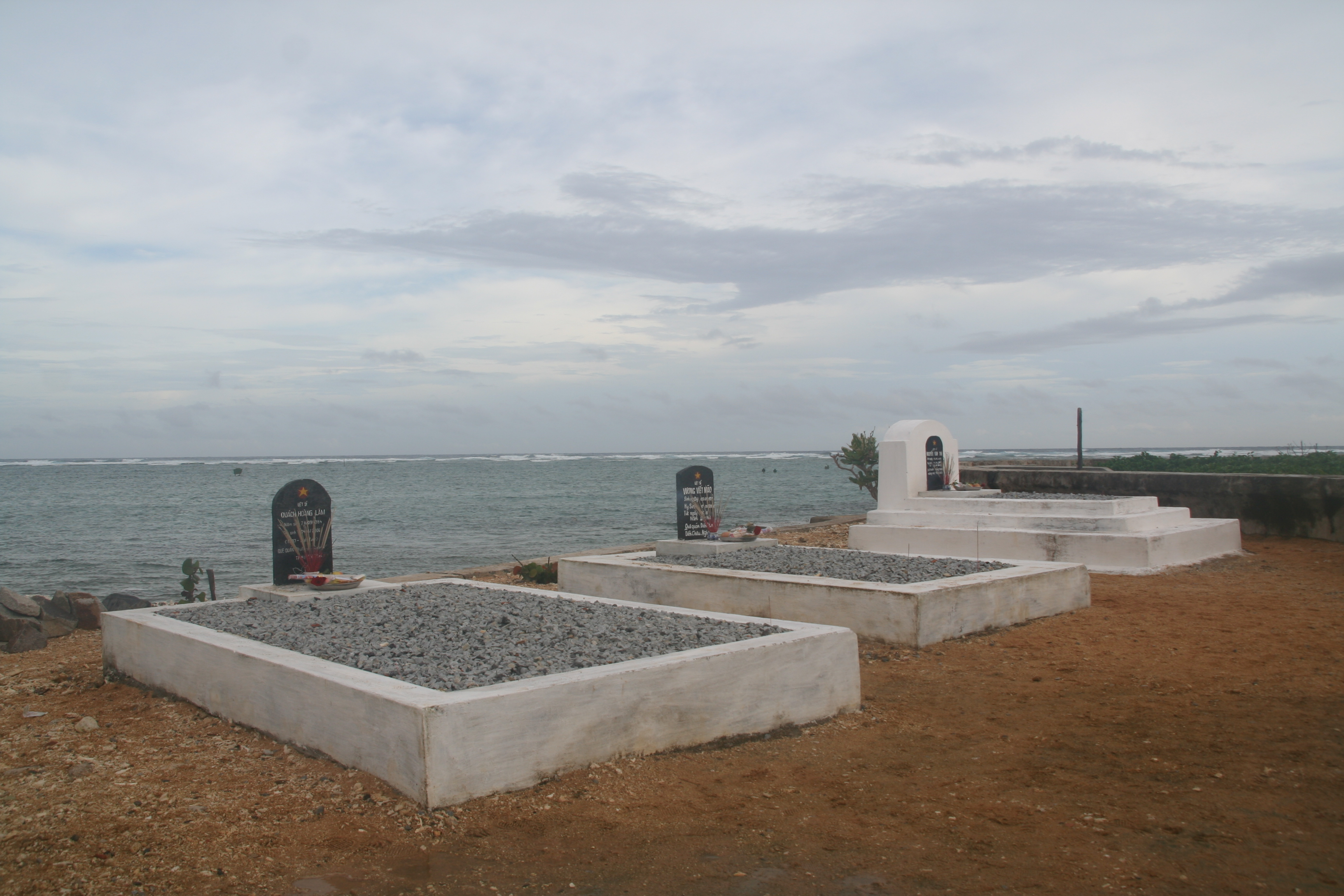
Vietnamesischer Militärfriedhof auf Đảo Trường Sa Đông (Central London Reef)

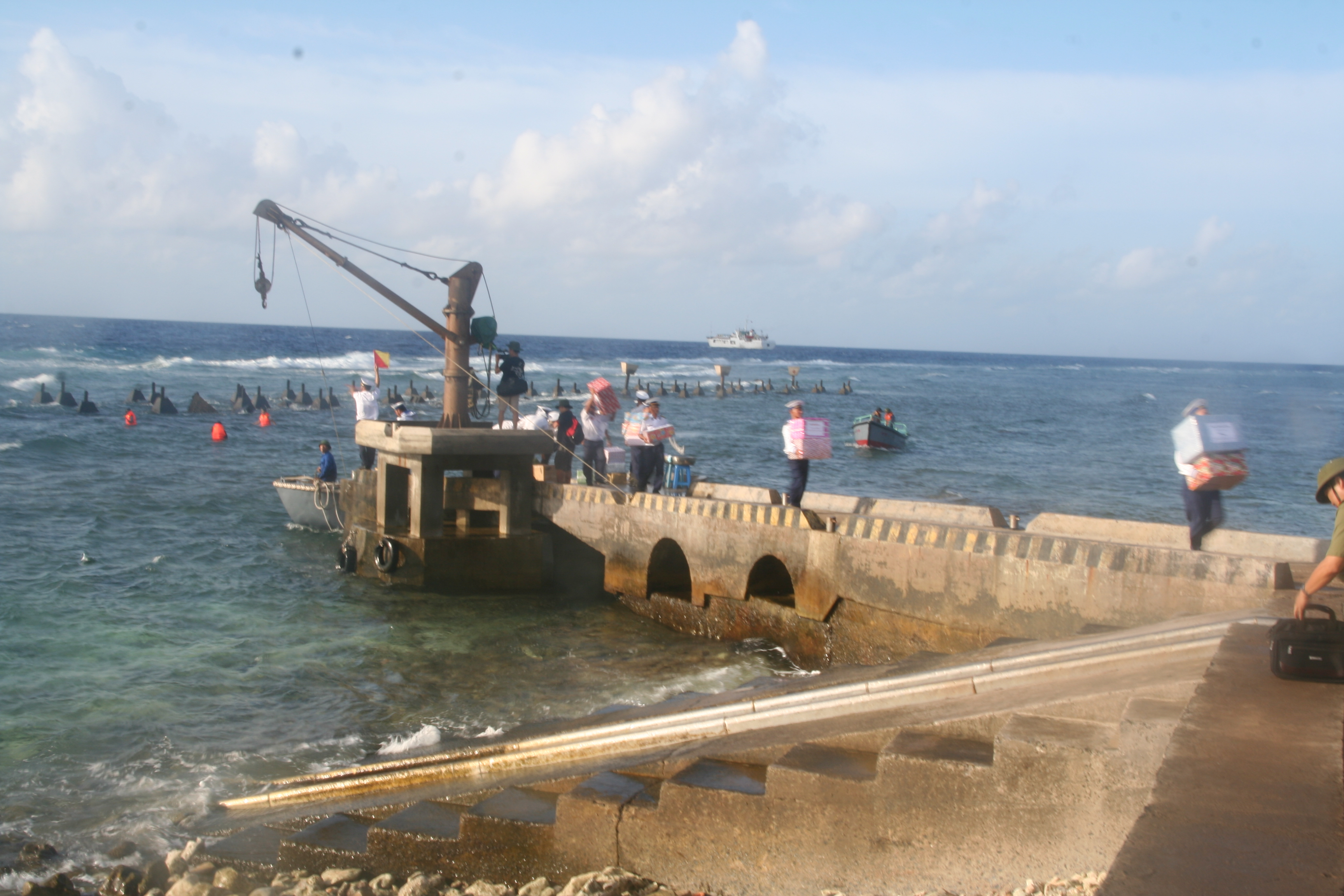
Dock auf Đảo Phan Vinh (Pearson Reef)

Vietnam hält den größten Teil der Spratly-Inseln besetzt, vor allem Inseln im Westen, Süden, Norden und Zentralbereich. Insgesamt kontrolliert Vietnam sechs Inseln, 16 Riffe und sechs Sandbänke. Auf den Inseln sind vietnamesische Soldaten stationiert. Die von Vietnam kontrollierten Inseln sind:
- Đảo Trường Sa (Spratly Island, 8° 39′ N, 111° 55′ O) ist mit 15 ha die viertgrößte der Spratly-Inseln und die Hauptinsel der vietnamesischen Spratlys. Hier gibt es einen kleinen Flugplatz.
- Đảo Song Tử Tây (Southwest Cay) ist mit 12 ha Fläche die sechstgrößte der Spratly-Inseln.
- Đảo Sinh Tồn (Sin Cowe Island), 8 ha.
- Đảo Sơn Ca (Sand Cay), 7 ha.
- Đảo Nam Yết (Namyit Island), 5 ha.
- Đảo An Bang (Amboyna Cay), 1,6 ha. Hier unterhält die vietnamesische Marine einen Leuchtturm.
- Đảo Phan Vinh (Pearson Reef)

Ab 2021 baute Vietnam seine militärische Präsenz auf den Spratly-Inseln massiv aus. Wie China setzte es Schneidkopfsaugbagger ein, um Sedimenten zur Landgewinnung zu fördern, was zur Zerstörung von Korallenriffen führt. 2021 betrug die Gesamtfläche aller vietnamesischen Außenposten auf den Inseln  lediglich 329 Hektar, 2024 waren es 2.360 Hektar. China hat 2024 Außenposten mit 4.650 Hektar Fläche. Es kam zum Bau von Häfen, Verteidigungsanlagen und möglicherweise auch zum Bau von Landebahnen. China reagierte bis 2024 nicht auf die Aktivitäten Vietnams.

### Republik China (Taiwan)
Die Republik China kontrolliert zwei Inseln der Tizard-Bank (郑和群礁).
- Auf Taiping Dao (太平岛 / Itu Aba) (46 ha, 10° 23′ N, 114° 22′ O) hat Taiwan einen festen Militärstützpunkt mit langer Landebahn eingerichtet. Diese größte natürliche aller Spratly-Inseln befindet sich im nördlichen Zentralbereich, dort sind 600 Soldaten stationiert. Am 28. Januar 2016 stattete der taiwanische Präsident Ma Ying-jeou der Insel einen Kurzbesuch ab, den ersten Besuch nach achtjähriger Amtszeit. Die Vereinigten Staaten kritisierten den Besuch als „überhaupt nicht hilfreich“ („extremely unhelpful“). Auch die Volksrepublik China und Vietnam äußerten sich kritisch.[11]
- Weiterhin kontrolliert Taiwan das Zhongzhou-Riff (中洲礁 / Central Reef), etwa 5 km östlich von Taiping Dao.

### Volksrepublik China

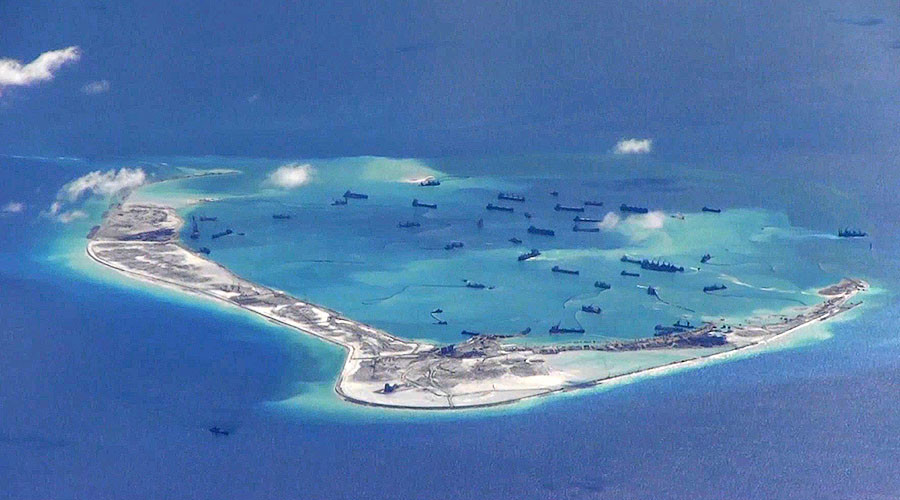
Zhubi Jiao (Subi Reef) im Mai 2015

Von der Volksrepublik China werden die Spratly-Inseln der bezirksfreien Stadt Sansha zugerechnet. Administrativ bilden sie in Sansha die „hypothetische Großgemeinde“ Yongshu Jiao (永暑礁虚拟镇), die sich aus der „hypothetischen Einwohnergemeinschaft“ Yongshujiao (永暑礁虚拟社区) auf Yongshu Jiao und dem Dorf Meiji (美济村) auf Meiji Jiao zusammensetzt.
Gegenwärtig kontrolliert die Volksrepublik China folgende 21 Formationen (Riffe, Bänke und Inseln):
- Yongshu Jiao (永暑礁 / Fiery Cross Reef, 8080 m², 9° 35′ N, 112° 58′ O): Felsen bis zur Höhe von 1 m über Meeresspiegel (bei Flut), aber künstlich ausgebaut; Guano-Vorkommen, Marineüberwachungsstützpunkt, künstlich angelegter Militärhafen, Anpflanzungen von Kokospalmen, Banyanbäumen und Nadelhölzern, seit 2011 Sitz des Oberkommandos der chinesischen Seestreitkräfte im Gebiet der Spratly-Inseln, ausgerüstet mit Einrichtungen zur Datenübertragung via Satellit, Radaranlagen, Artillerie und mehreren MG-Stützpunkten. Sandaufschüttungen, ab 2014 Bau einer Flugzeuglandebahn, die April 2015 eine Länge von 505 m erreichte und Ausbaupotential auf 3000 m hat. Bis Februar 2015 war die Fläche der künstlichen Insel bis auf 230 ha angewachsen und übertraf damit die größte natürliche Spratly-Insel Taiping Dao um das Fünffache;
- Banlu Jiao (半路礁 / Hardy Reef, 10° 8′ N, 116° 8′ O);
- Banyue Jiao (半月礁 / Half Moon Shoal, 8° 52′ N, 116° 16′ O): Atoll, dessen Riffe sich im Südosten bis über 3 m über den Meeresspiegel erheben; 1987 besuchte ein Explorationstrupp die Insel und errichtete u. a. eine Steinsäule mit chinesischen Hoheitszeichen, die 1995 von der philippinischen Marine beseitigt wurden; im Juli 2012 nahm die chinesische Marine das Atoll wieder unter seine Kontrolle;
- Lusha Jiao (禄沙礁 / Hopps Reef, 10° 15′ N, 115° 22′ O);
- Meiji Jiao (美济礁 / Mischief Reef, 9° 54′ N, 115° 32′ O): Das Riff besteht aus einigen Felsen, die geringfügig aus dem Wasser ragen, aber ausgebaut wurden; 1995 wurden Schutzunterkünfte für Fischer gebaut, 2000 einige militärische Anlagen errichtet, seit 2007 wird eine ökonomisch genutzte Fisch- und Krabbenzucht betrieben und seit 2011 gibt es 13 mehrstöckige Gebäude mit einer permanenten Stationierung von 50 chinesischen Marinesoldaten, am 5. Dezember 2012 wurden 53 Fischer als permanente Zivilbevölkerung angesiedelt und das „Dorf Meiji“ (美济村) gegründet, weitere knapp 100 Häuser als Unterkünfte für Zivilbevölkerung sind im Bau;
- Pengbo Ansha (蓬勃暗沙 / Bombay Shoal, 9° 27′ N, 116° 56′ O): Atoll mit etwa 2 km Durchmesser, dessen Riff nur bei Ebbe aus dem Wasser ragt;
- Ren’ai Jiao (仁爱礁 / Second Thomas Shoal, 9° 43′ N, 115° 53′ O);
- Sanjiao Jiao (三角礁 / Livock Reef, 10° 11′ N, 115° 18′ O);
- Wufang Jiao (五方礁 / Jackson Atoll, 10° 29′ N, 115° 45′ O);
- Xian’e Jiao (仙娥礁 / Alicia Annie Reef, 9° 21′ N, 115° 26′ O);
- Xinyi Jiao (信义礁 / First Thomas Shoal, 9° 20′ N, 115° 57′ O);
- Zhubi Jiao (渚碧礁 / Subi-Riff, 10° 55′ N, 114° 5′ O): Das Riff ragt eigentlich nur bei Ebbe aus dem Wasser, von der chinesischen Marine wurde es aber mit mehreren dreistöckigen Gebäuden bebaut; ferner wurden Kai-Anlagen und ein Hubschrauberlandeplatz eingerichtet;
- in den Jiuzhang Qunjiao (九章群礁 / Union Banks and Reefs):
  - Anle Jiao (安乐礁 / Hallet Reef, 9° 56′ N, 114° 31′ O);
  - Chigua Jiao (赤瓜礁 / Johnson South Reef, 9° 43′ N, 114° 17′ O): 1988 kam es hier zu einem blutigen Gefecht gegen vietnamesische Truppen; das Riff wird seit 1990 durch einen künstlichen Damm geschützt; es ist bei Springflut völlig überflutet, bei normaler Flut ragen zahlreiche Felsspitzen deutlich aus dem Wasser; auf diesen wurden inzwischen Kai-Anlagen und weitere Befestigungen sowie ein permanent besetzter Stützpunkt der chinesischen Marine errichtet, im Mai 2014 wurde eine Landfläche von etwa 11 ha aufgeschüttet;
  - Dongmen Jiao (东门礁 / Hughes Reef, 9° 55′ N, 114° 30′ O): Die Riffe des Atolls ragen nur an wenigen Stellen bei Ebbe geringfügig über die Wasseroberfläche; es gibt kleinere Aufbauten (Pfahlbauten) der chinesischen Marine, die ständig besetzt sind;
  - Niu’e Jiao (牛轭礁 / Whitsun Reef, 9° 58′ N, 114° 37′ O);
  - Ximen Jiao (西门礁 / McKennan Reef, 9° 54′ N, 114° 28′ O);
  - Zhuquan Jiao (主权礁 / Empire Reef, 9° 57′ N, 114° 35′ O);
- in den Zhenghe Qunjiao (郑和群礁 / Tizard Bank):
  - Anda Jiao (安达礁 / Eldad Reef, 10° 21′ N, 114° 42′ O);
  - Nanxun Jiao (南薰礁 / Gaven Reef North, 10° 12′ N, 114° 13′ O): Die beiden Riffe des Atolls ragen bei Flut nicht über die Wasseroberfläche hervor; es gibt einige mehrstöckige Aufbauten (Pfahlbauten) der chinesischen Marine, die ständig besetzt und mit Luftabwehrgeschützen und Artillerie bewaffnet sind; darüber hinaus gibt es umfangreiche Suchradar- und Funkanlagen, seit März 2014 wurde durch Landgewinnungsmaßnahmen eine Insel mit einer Fläche von rund 18 ha aufgeschüttet;
- in den Yinqing Qunjiao (尹庆群礁 / London Reefs):
  - Huayang Jiao (华阳礁 / Cuarteron Reef, 8° 53′ N, 112° 51′ O): Außer ein paar Felsen im Norden, die bei Flut 1,2–1,5 m aus dem Wasser ragen, ist das Atoll nur bei Ebbe zu sehen; es gibt Kai-Anlagen sowie einige Aufbauten (Pfahlbauten) der chinesischen Marine, die ständig besetzt und mit Luftabwehrgeschützen und Artillerie bewaffnet sind; darüber hinaus gibt es umfangreiche Suchradar- und Funkanlagen, auch hier begannen im März 2014 Landgewinnungsmaßnahmen, inzwischen wurde eine Insel mit einer Fläche von 25 ha aufgeschüttet.

Im April 2018 stationierte die Volksrepublik China auf drei der Inseln (Fiery Cross Reef, Subi Reef, Mischief Reef) Raketensysteme.

### Philippinen
Den Philippinen wird der nördliche Teil der Spratly-Inseln zugerechnet.
- Auf der Insel Thitu (Pagasa) (Größe 32 ha, 11° 3′ N, 114° 17′ O) wurden seit 1978 rund 200 Zivilisten angesiedelt, die offiziell der Stadt-Gemeinde Kalayaan angehören, die zusätzlich sechs unbewohnte Inseln und ein Riff umschließt. Weiterhin befindet sich dort ein Militärstützpunkt mit Flugplatz.

- Die philippinische Armee unterhält wenige Soldaten auf der Insel West York (Likas) (19 ha), auf Northeast Cay (Spratly-Inseln) (Parola) (13 ha), auf Nanshan (Lawak) (8 ha) und Loaita (Kota) (6 ha).

- Das alte Landungsschiff Sierra Madre liegt seit 1999 als Militärposten am Riff Ayungin Shoal (Second Thomas Shoal) auf Grund. 2014 versuchten chinesische Schiffe zum ersten Mal, die Versorgung des Postens zu unterbinden. Weitere Blockaden gab es im November 2021 und August 2023. Im Oktober 2023 kam es zu erneuten Vorfällen in der Nähe dieses Atolls. Dabei wurde ein philippinisches Schiff, das den Posten versorgte, von einem Schiff der chinesischen Küstenwache gerammt.

### Malaysia
Malaysia beansprucht 12 Atolle im Süden der Spratly-Inseln und hält 6 besetzt.
- Es unterhält auf dem Atoll Terumbu Layang-Layang (auch Swallow Reef oder Danwan Jiao 弹丸礁 genannt, Landfläche 35 ha, 7° 22′ N, 113° 51′ O) neben militärischen Anlagen mit Start- und Landebahn auch zivile Objekte, darunter ein Hotel mit Schwimmbad und Tauchbasis.
- Daneben kontrolliert Malaysia auch Terumbu Ubi (Ardasier-Riff), Terumbu Laya (Dallas-Riff), Terumbu Siput (Erica-Riff), Terumbu Peninjau (Investigator Shoal) und Terumbu Mantanani (Mariveles-Riff).
- Auf Terumbu Semarang Barat Besar (Royal Charlotte-Riff) wurde ein Signal errichtet.[14]
- Die Luconia-Riffe, südwestlich des Lousia-Riffs gelegen, werden manchmal auch zu den Spratly-Inseln gezählt. Nur ein Riff erreicht die Meeresoberfläche, die anderen liegen in bis zu 9 m Tiefe.

### Brunei
Brunei kontrolliert ein Riff im Osten der Inselgruppe:
- Terumbu Semarang Barat Kecil, auch Louisa-Riff genannt, wurde bis 2013 von Malaysia kontrolliert, das seine Ansprüche dann zugunsten Bruneis aufgab.

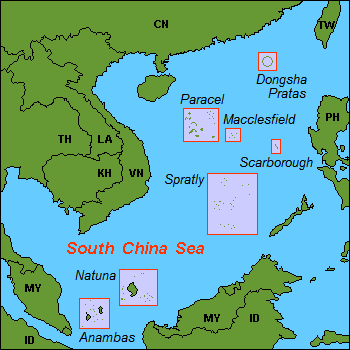
Inselchen und -Gruppen im Südchinesischen Meer

## Gebietskonflikte im Südchinesischen Meer
Im gesamten südchinesischen Meer gibt es eine Reihe von Inselchen oder Inselgruppen, über deren Zugehörigkeit sich die Anliegerstaaten streiten, wobei die kleinen Inseln häufig nur Sandbänke oder – versunkene – Korallenriffe sind, von denen manche nicht einmal bei Ebbe über den Meeresspiegel herausragen. Spätestens seit die VR China 2009 bei den Vereinten Nationen mit der „Neun-Striche-Karte“ ihre weitgehenden Ansprüche bekräftigt hat, treten diese Streitigkeiten immer mehr in den Vordergrund.
Weitere umstrittene Inseln und Inselgruppen im südchinesischen Meer:
- Dongsha-Inseln
- Macclesfield Bank
- Paracel-Inseln
- Scarborough-Riff